# Wymieranie permskie

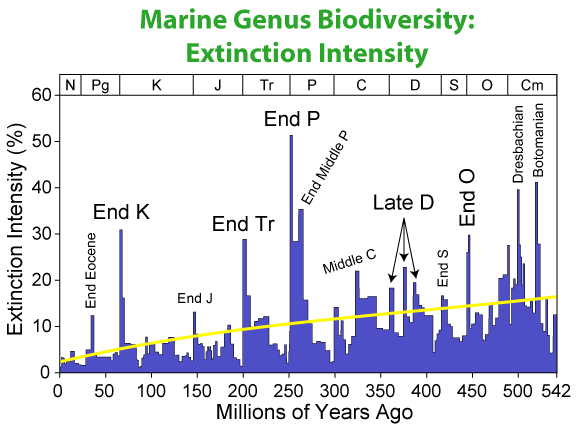
Intensywność wymierań organizmów morskich na przestrzeni poszczególnych okresów geologicznych: Botomanian – wczesny kambr, Dresbachian – późny kambr, End O – koniec ordowiku, End S – koniec syluru, Late D – górny dewon, Middle C – środkowy karbon, End Middle P – koniec środkowego permu, End P – koniec permu, End Tr – koniec triasu, End J – koniec jury, End K – koniec kredy, End Eocene – koniec eocenu

Wymieranie permskie – masowe wymieranie gatunków pod koniec permu, ok. 252–245 mln lat temu, określane czasem mianem „matki wielkich wymierań”. W ciągu ostatnich milionów lat permu wymarło ok. 90–95% gatunków organizmów morskich (m.in. koralowce czteropromienne oraz trylobity), przeszło 60% rodzin gadów i płazów i 30% rzędów owadów. Wymarły w tym czasie również drzewiaste widłaki, skrzypy i paprocie.
W wyniku tego zdarzenia wymarło o wiele więcej gatunków roślin i zwierząt niż w czasie o wiele bardziej znanego wymierania kredowego.
W wyniku wymierania permskiego pojawiło się wiele nowych linii ewolucyjnych.
W wyniku zdarzenia na pograniczu permu i triasu zagładzie uległo wiele ekosystemów, zarówno morskich (rafy), jak i lądowych oraz wielka bioróżnorodność.
Samo wymieranie stało się punktem przełomowym między dwiema erami paleozoiczną i mezozoiczną.
Bardzo ważnym dowodem wymierania późnopermskiego jest luka biokrzemionkowa przedzielona czarnymi łupkami.

## Czas trwania
Głównym źródłem informacji na temat wymierania są skały osadowe i skamieliny, jednakże skały osadowe z przełomu paleozoiku i mezozoiku są trudno dostępne z powodu długotrwałej regresji mórz w okresie permu. Na podstawie dostępnych materiałów niektórzy badacze uważali, że wymieranie trwało krótko (nawet mniej niż 200 tysięcy lat), inni sugerowali dłuższy okres (5–10 mln). Nowsze badania wskazały, że główny impuls trwał krócej niż poprzednio oceniano, bo 60 ±48 tysięcy lat.
W przebadanych profilach geologicznych z przełomu permu i triasu można wyróżnić dwa lub trzy epizody wymierania: jeden w najwyższym permie, drugi – największy na samej granicy i trzeci w najniższym dolnym triasie. Również odradzanie się życia przebiegało z perturbacjami, np. amonity, które odrodziły się po katastrofie i zaczęły różnicować na wiele nowych gatunków, kilkakrotnie zostały dotknięte wymieraniem wielu nowo powstałych gatunków.

## Możliwe przyczyny
W odróżnieniu od wymierania kredowego, nieznane są do tej pory przyczyny wymierania permskiego.

### Wulkanizm
Na przełomie permu i triasu powstały trapy syberyjskie, największe fanerozoiczne pokrywy lawowe. Wulkanizm, który utworzył je, jest uznawany za główną przyczynę wymierania. Erupcje te są prawdopodobnie również odpowiedzialne za bezpośrednio poprzedzający wymieranie skok zawartości dwutlenku węgla w atmosferze i oceanie.
Szacuje się, że trapy syberyjskie powstały w wyniku co najmniej 45 wylewów lawy; mają objętość ponad 1,5 mln km³. Datowanie tych skał wykazało, że powstały na przełomie permu i triasu, w czasie nie przekraczającym ok. 1 mln lat. W wyniku wzmożonego wulkanizmu mogło wówczas dojść do drastycznych i długotrwałych, choć przejściowych zmian w składzie atmosfery, a zatem także zmian klimatycznych: ochłodzenia wskutek zanieczyszczenia powietrza wyrzuconymi popiołami wulkanicznymi i związkami siarki, kwaśnych deszczów, pożarów czy zniszczenia warstwy ozonowej.

### Dryf kontynentów

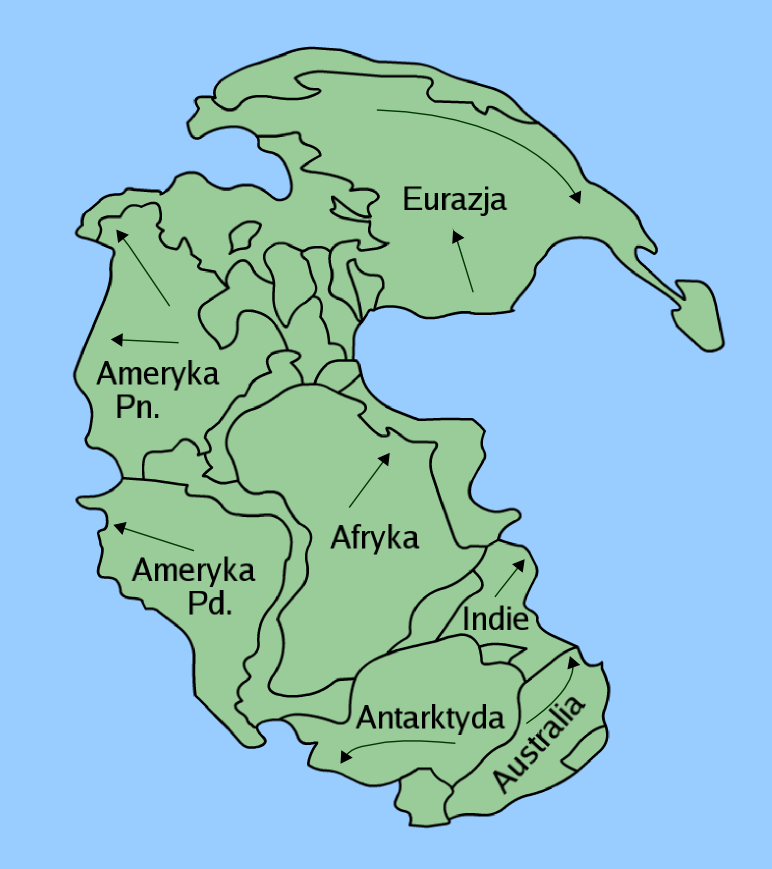
Pangea i wszechocean Panthalassa

Zmiany układu kontynentów, związane z uformowaniem się superkontynentu Pangei, również mogły mieć wpływ na wymieranie, jest to jednak w odróżnieniu od innych rozważanych zjawisk proces długotrwały. Połączenie kontynentów sprawiło, że na większości lądów panował bardzo suchy i niekorzystny klimat, a ponadto zanikło wiele mórz szelfowych.
O tej hipotezie pisze w swojej książce Benton, podkreślając, że dryf kontynentów trwał wiele milionów lat i trudno go wiązać z wymieraniem.

### Katastrofa kosmiczna
W przeciwieństwie do wymierania kredowego, długo sądzono, że przyczyną zagłady permskiej nie była katastrofa kosmiczna. Jednak geofizycy analizując ziemskie pole magnetyczne odkryli pod lodami Antarktyki anomalię, mogącą być kraterem uderzeniowym o średnicy prawie 500 km. Mógł on powstać w wyniku uderzenia w Ziemię planetoidy o średnicy do 50 km. W roku 2004 u północno-zachodnich wybrzeży Australii wykryto pod powierzchnią wód oceanicznych następny możliwy krater, tzw. krater Bedout, o średnicy 195 km, którego wiek szacuje się również na ok. 251 milionów lat.
Upadek tak dużych ciał kosmicznych, o ile miał miejsce, nie pozostał bez wpływu na środowisko, łącząc się ze skutkami wulkanizmu.
Wielu badaczy poszukiwało śladów upadku meteorytu w osadach z pogranicza permu i triasu, ale nie znaleziono ani podwyższenia zawartości irydu, ani kwarcu szokowego, czy stiszowitu, ani sferul.